# Oeneis trybomi
Oeneis trybomi är en fjärilsart som beskrevs av Felix Bryk 1946. Oeneis trybomi ingår i släktet Oeneis och familjen praktfjärilar. Inga underarter finns listade i Catalogue of Life.